# Stelzenbachwiesen
Das Naturschutzgebiet Stelzenbachwiesen liegt im Westerwaldkreis in Rheinland-Pfalz.

## Beschreibung
Das etwa 20 ha große Gebiet, das im Jahr 1984 unter Naturschutz gestellt wurde, erstreckt sich nordöstlich der Ortsgemeinde Oberelbert. Westlich verläuft die Landesstraße L 327 und östlich die L 326. Das Gebiet wird in Nord-Süd-Richtung vom Stelzenbach durchflossen. Schutzzweck ist die Erhaltung des Feuchtgebietes mit seinen Sumpfflächen und anschließenden feuchten Grünlandflächen als Standort seltener Pflanzen sowie als Lebensraum für in ihrem Bestand bedrohte und seltene Tierarten, insbesondere seltene Vogelarten aus wissenschaftlichen Gründen.